# Llista de muntanyes de la Serrania
Llista de muntanyes a la comarca de la Serrania, al País Valencià.
| Nom                            | Altura   | Municipi      | Unitat de relleu      | Coordenades                                            | Foto |
| ------------------------------ | -------- | ------------- | --------------------- | ------------------------------------------------------ | ---- |
| Muela del Buitre               | 1.548 m. | Alpont        | Muelas de Alpuente    | 39° 57′ 38″ N, 1° 03′ 48″ O / 39.9605284°N,1.063375°O  |      |
| Montalbán                      | 1.526 m. | la Iessa      | Sierra del Sabinar    | 39° 58′ 29″ N, 0° 58′ 03″ O / 39.974663°N,0.967611°O   |      |
| Alto de Sancho                 | 1.518 m. | la Iessa      | Sierra del Sabinar    | 39° 57′ 19″ N, 0° 56′ 00″ O / 39.9553495°N,0.9332637°O |      |
| la Muela                       | 1.510 m. | Alpont        | Muelas de Alpuente    | 39° 57′ 07″ N, 1° 04′ 25″ O / 39.9519311°N,1.0735635°O |      |
| Alto del Viso                  | 1.507 m. | Alpont        | Sierra del Sabinar    | 39° 58′ 53″ N, 1° 00′ 06″ O / 39.9814184°N,1.0016986°O |      |
| el Resinero                    | 1.498 m. | Andilla       | Serra d'Andilla       | 39° 52′ 51″ N, 0° 47′ 44″ O / 39.8807519°N,0.7955208°O |      |
| Cerro del Poyo                 | 1.469 m. | Alpont        | Muelas de Alpuente    | 39° 56′ 59″ N, 1° 02′ 53″ O / 39.9496026°N,1.0481937°O |      |
| Alto de la Zorra               | 1.461 m. | la Iessa      | Sierra del Sabinar    | 39° 56′ 45″ N, 0° 55′ 10″ O / 39.9458736°N,0.91952°O   |      |
| Loma de las Donzas             | 1.440 m. | Alpont        | Muelas de Alpuente    | 39° 58′ 47″ N, 1° 03′ 10″ O / 39.9796002°N,1.0526783°O |      |
| la Veteta                      | 1.436 m. | Andilla       | Serra d'Andilla       | 39° 52′ 26″ N, 0° 48′ 57″ O / 39.873786°N,0.8157668°O  |      |
| la Moratilla Grande            | 1.408 m. | Alpont        | Muelas de Alpuente    | 39° 55′ 53″ N, 1° 02′ 15″ O / 39.9315025°N,1.0375211°O |      |
| Muela Catalana                 | 1.382 m. | Alpont        | Muelas de Alpuente    | 39° 55′ 52″ N, 1° 03′ 48″ O / 39.9312434°N,1.0633723°O |      |
| Pico del Águila                | 1.356 m. | Andilla       | Serra d'Andilla       | 39° 52′ 18″ N, 0° 49′ 47″ O / 39.8715731°N,0.8296124°O |      |
| Muela de Santa Catalina        | 1.318 m. | Ares dels Oms | Muelas de Alpuente    | 39° 57′ 04″ N, 1° 05′ 55″ O / 39.9511078°N,1.0986299°O |      |
| el Picarcho                    | 1.300 m. | Toixa         | Serra de Mira         | 39° 50′ 00″ N, 1° 12′ 38″ O / 39.8333697°N,1.2105732°O |      |
| el Cabezo                      | 1.298 m. | Alpont        | Muelas de Alpuente    | 39° 52′ 00″ N, 0° 59′ 08″ O / 39.8666602°N,0.985682°O  |      |
| Cerro de Andilla               | 1.281 m. | Andilla       | Serra d'Andilla       | 39° 50′ 54″ N, 0° 46′ 12″ O / 39.8482931°N,0.7701156°O |      |
| Cerro de la Vihuela            | 1.274 m. | Andilla       | Serra d'Andilla       | 39° 52′ 03″ N, 0° 46′ 47″ O / 39.8676267°N,0.7798059°O |      |
| Cerro del Hontanar del Herrero | 1.272 m. | Alpont        | Muelas de Alpuente    | 39° 54′ 19″ N, 1° 04′ 11″ O / 39.9052451°N,1.0697774°O |      |
| Cerro del Hontanar del Herrero | 1.272 m. | Titaigües     | Muelas de Alpuente    | 39° 54′ 19″ N, 1° 04′ 11″ O / 39.9052451°N,1.0697774°O |      |
| Puntal de Miravalencia         | 1.269 m. | Andilla       | Serra d'Andilla       | 39° 49′ 50″ N, 0° 47′ 25″ O / 39.830558°N,0.790246°O   |      |
| Alto Negro                     | 1.256 m. | la Iessa      | Jabalambre            | 39° 52′ 14″ N, 0° 56′ 36″ O / 39.8706045°N,0.943228°O  |      |
| Alto de la Nevera              | 1.247 m. | la Iessa      | Serra d'Andilla       | 39° 50′ 58″ N, 0° 53′ 44″ O / 39.8494009°N,0.8954615°O |      |
| Alto de la Nevera              | 1.247 m. | Andilla       | Serra d'Andilla       | 39° 50′ 58″ N, 0° 53′ 44″ O / 39.8494009°N,0.8954615°O |      |
| Alto de la Nevera              | 1.247 m. | Xelva         | Serra d'Andilla       | 39° 50′ 58″ N, 0° 53′ 44″ O / 39.8494009°N,0.8954615°O |      |
| Alto del Pichón                | 1.245 m. | la Iessa      | Serra d'Andilla       | 39° 51′ 24″ N, 0° 53′ 42″ O / 39.8566689°N,0.8949108°O |      |
| Alto del Pichón                | 1.245 m. | Andilla       | Serra d'Andilla       | 39° 51′ 24″ N, 0° 53′ 42″ O / 39.8566689°N,0.8949108°O |      |
| Cerro Chico                    | 1.221 m. | Benaixeve     | Serra del Negrete     | 39° 40′ 03″ N, 1° 09′ 37″ O / 39.667474°N,1.1602643°O  |      |
| Loma del Castellar             | 1.218 m. | Alpont        | Muelas de Alpuente    | 39° 57′ 30″ N, 1° 00′ 43″ O / 39.9584016°N,1.0120563°O |      |
| Loma de Mompedroso             | 1.208 m. | Ares dels Oms | Muelas de Alpuente    | 39° 57′ 31″ N, 1° 08′ 30″ O / 39.9585342°N,1.1415721°O |      |
| Cerro Carnoso                  | 1.193 m. | Higueruelas   | Serra d'Andilla       | 39° 48′ 42″ N, 0° 50′ 09″ O / 39.8116617°N,0.8357546°O |      |
| Peñas de Dios                  | 1.166 m. | Andilla       | Serra d'Andilla       | 39° 48′ 18″ N, 0° 52′ 34″ O / 39.8048773°N,0.8760597°O |      |
| Peñas de Dios                  | 1.166 m. | Higueruelas   | Serra d'Andilla       | 39° 48′ 18″ N, 0° 52′ 34″ O / 39.8048773°N,0.8760597°O |      |
| la Atalaya                     | 1.159 m. | Xelva         | Serra de la Talaia    | 39° 40′ 05″ N, 1° 04′ 34″ O / 39.6679715°N,1.075979°O  |      |
| Cerrico del Rumbo              | 1.148 m. | Andilla       | Serra d'Andilla       | 39° 51′ 31″ N, 0° 48′ 10″ O / 39.8586737°N,0.8028385°O |      |
| Cerro Campana                  | 1.137 m. | Toixa         | Serra de Mira         | 39° 50′ 11″ N, 1° 10′ 39″ O / 39.8362841°N,1.1774694°O |      |
| los Azagadores                 | 1.132 m. | Xelva         | Serra d'Alcotas       | 39° 48′ 00″ N, 0° 54′ 05″ O / 39.8001207°N,0.9014902°O |      |
| los Azagadores                 | 1.132 m. | Calles        | Serra d'Alcotas       | 39° 48′ 00″ N, 0° 54′ 05″ O / 39.8001207°N,0.9014902°O |      |
| Alto de la Cumbre              | 1.129 m. | les Alcubles  | Serra d'Andilla       | 39° 49′ 27″ N, 0° 42′ 31″ O / 39.8241943°N,0.7084795°O |      |
| Alto de Santa María            | 1.127 m. | Xestalgar     | Serra de Santa Maria  | 39° 32′ 36″ N, 0° 55′ 10″ O / 39.5434545°N,0.9194598°O |      |
| Alto del Burgal                | 1.118 m. | Xestalgar     | Serra de Santa Maria  | 39° 33′ 10″ N, 0° 56′ 09″ O / 39.5527952°N,0.9359107°O |      |
| el Navazo                      | 1.112 m. | Domenyo       | Serra de la Talaia    | 39° 38′ 11″ N, 1° 00′ 05″ O / 39.636337°N,1.0013027°O  |      |
| Alto de Silla                  | 1.087 m. | les Alcubles  | Serra d'Andilla       | 39° 49′ 05″ N, 0° 42′ 43″ O / 39.8180114°N,0.7120189°O |      |
| la Lámpara                     | 1.068 m. | Titaigües     | Muelas de Alpuente    | 39° 52′ 05″ N, 1° 04′ 10″ O / 39.8680907°N,1.0695476°O |      |
| las Pedernalas                 | 1.060 m. | Ares dels Oms | Serra de Mira         | 39° 52′ 24″ N, 1° 12′ 01″ O / 39.8733561°N,1.2001971°O |      |
| las Pedernalas                 | 1.060 m. | Titaigües     | Serra de Mira         | 39° 52′ 24″ N, 1° 12′ 01″ O / 39.8733561°N,1.2001971°O |      |
| las Pedernalas                 | 1.060 m. | Toixa         | Serra de Mira         | 39° 52′ 24″ N, 1° 12′ 01″ O / 39.8733561°N,1.2001971°O |      |
| Lomas del Mas de Castellano    | 1.059 m. | Calles        | Serra d'Alcotas       | 39° 45′ 29″ N, 0° 54′ 56″ O / 39.7581496°N,0.9156583°O |      |
| Pico del Remedio               | 1.053 m. | Xelva         | Sierra del Remedio    | 39° 46′ 39″ N, 0° 59′ 33″ O / 39.7776323°N,0.9924984°O |      |
| Peña de las Cruces             | 1.022 m. | Ares dels Oms | Muelas de Alpuente    | 39° 58′ 10″ N, 1° 06′ 26″ O / 39.9694874°N,1.1072023°O |      |
| Alto de Mataja                 | 1.019 m. | Calles        | Serra d'Alcotas       | 39° 46′ 51″ N, 0° 55′ 33″ O / 39.7807773°N,0.9258607°O |      |
| Muela Modorra                  | 997 m.   | Titaigües     | Muelas de Alpuente    | 39° 54′ 06″ N, 1° 06′ 28″ O / 39.901669°N,1.1078004°O  |      |
| Valdesierras                   | 972 m.   | Toixa         |                       | 39° 45′ 20″ N, 1° 07′ 31″ O / 39.7556613°N,1.125401°O  |      |
| Valdesierras                   | 972 m.   | Benaixeve     |                       | 39° 45′ 20″ N, 1° 07′ 31″ O / 39.7556613°N,1.125401°O  |      |
| la Delantera                   | 940 m.   | Toixa         |                       | 39° 44′ 46″ N, 1° 04′ 12″ O / 39.7460392°N,1.0698739°O |      |
| la Delantera                   | 940 m.   | Benaixeve     |                       | 39° 44′ 46″ N, 1° 04′ 12″ O / 39.7460392°N,1.0698739°O |      |
| Puntal de la Majada            | 936 m.   | Titaigües     | Muelas de Alpuente    | 39° 52′ 44″ N, 1° 08′ 02″ O / 39.8787663°N,1.1338312°O |      |
| el Picaio                      | 914 m.   | Higueruelas   | Serra d'Alcotas       | 39° 47′ 38″ N, 0° 53′ 37″ O / 39.7939945°N,0.8935141°O |      |
| Cerro de los Molinos           | 904 m.   | les Alcubles  | Serra Calderona       | 39° 47′ 50″ N, 0° 41′ 31″ O / 39.797153°N,0.691992°O   |      |
| Peña Uncel                     | 879 m.   | Calles        | Serra d'Alcotas       | 39° 45′ 04″ N, 0° 55′ 30″ O / 39.7510022°N,0.9248806°O |      |
| Cerro Pedroso                  | 877 m.   | les Alcubles  | Serra Calderona       | 39° 46′ 48″ N, 0° 39′ 54″ O / 39.7800597°N,0.6648936°O |      |
| la Muela                       | 875 m.   | Benaixeve     |                       | 39° 43′ 51″ N, 1° 08′ 12″ O / 39.7307805°N,1.136618°O  |      |
| Puntal dels Madroñal           | 867 m.   | Ares dels Oms |                       | 39° 53′ 29″ N, 1° 11′ 13″ O / 39.8914737°N,1.1870167°O |      |
| las Buitreras                  | 861 m.   | Sot de Xera   | Serra d'Enmig         | 39° 36′ 05″ N, 0° 55′ 18″ O / 39.6012933°N,0.9217821°O |      |
| Puntal del Navajo Royo         | 818 m.   | les Alcubles  | Serra Calderona       | 39° 46′ 04″ N, 0° 39′ 13″ O / 39.7678653°N,0.6536889°O |      |
| Cerro de las Cabras            | 800 m.   | Andilla       |                       | 39° 45′ 21″ N, 0° 48′ 27″ O / 39.755971°N,0.8074752°O  |      |
| Cerro del Lopo                 | 799 m.   | el Villar     |                       | 39° 43′ 58″ N, 0° 52′ 36″ O / 39.7326947°N,0.8766798°O |      |
| las Cimas                      | 787 m.   | Sot de Xera   | Serra de la Talaia    | 39° 37′ 25″ N, 0° 56′ 26″ O / 39.6236232°N,0.9404771°O |      |
| Puntal de Montes               | 784 m.   | Ares dels Oms |                       | 39° 55′ 44″ N, 1° 12′ 19″ O / 39.9288338°N,1.2053818°O |      |
| Alt de la Ferradura            | 774 m.   | les Alcubles  |                       | 39° 46′ 06″ N, 0° 45′ 15″ O / 39.7682014°N,0.7542315°O |      |
| Cerro de la Hoz                | 735 m.   | Higueruelas   |                       | 39° 45′ 35″ N, 0° 49′ 04″ O / 39.7596368°N,0.8177141°O |      |
| el Castellar                   | 698 m.   | el Villar     |                       | 39° 44′ 00″ N, 0° 50′ 25″ O / 39.7332826°N,0.8401862°O |      |
| Cerro Escorpión                | 654 m.   | Calles        |                       | 39° 42′ 43″ N, 1° 00′ 12″ O / 39.711928°N,1.0032517°O  |      |
| Cerro Bardinal                 | 614 m.   | les Alcubles  |                       | 39° 45′ 15″ N, 0° 39′ 09″ O / 39.7541117°N,0.6524229°O |      |
| Cerro Bardinal                 | 614 m.   | Casinos       |                       | 39° 45′ 15″ N, 0° 39′ 09″ O / 39.7541117°N,0.6524229°O |      |
| Cerro de Sote                  | 612 m.   | Xulilla       | Sierra de los Bosques | 39° 37′ 33″ N, 0° 53′ 45″ O / 39.6258503°N,0.8957432°O |      |
| Cerro de Sote                  | 612 m.   | Sot de Xera   | Sierra de los Bosques | 39° 37′ 33″ N, 0° 53′ 45″ O / 39.6258503°N,0.8957432°O |      |
| Salagardos                     | 570 m.   | Casinos       |                       | 39° 41′ 27″ N, 0° 45′ 30″ O / 39.6907487°N,0.7582719°O |      |
| Puntal de las Aliagas          | 558 m.   | Xestalgar     | Sierra de los Bosques | 39° 35′ 35″ N, 0° 52′ 21″ O / 39.5930566°N,0.8724938°O |      |
| Alto de Roger                  | 555 m.   | Bugarra       | Serra de Xiva         | 39° 33′ 23″ N, 0° 47′ 19″ O / 39.5563989°N,0.7886602°O |      |
| Alto de Roger                  | 555 m.   | Xestalgar     | Serra de Xiva         | 39° 33′ 23″ N, 0° 47′ 19″ O / 39.5563989°N,0.7886602°O |      |
| Puntal de las Hiyuelas         | 547 m.   | Xulilla       | Sierra de los Bosques | 39° 38′ 40″ N, 0° 54′ 09″ O / 39.6444487°N,0.902446°O  |      |
| el Aliagar                     | 506 m.   | Bugarra       |                       | 39° 35′ 10″ N, 0° 46′ 19″ O / 39.5861263°N,0.7719426°O |      |
| el Tajudo                      | 477 m.   | Bugarra       |                       | 39° 39′ 21″ N, 0° 45′ 08″ O / 39.6558843°N,0.7521621°O |      |
| la Serratilla                  | 326 m.   | Pedralba      |                       | 39° 35′ 40″ N, 0° 45′ 21″ O / 39.594466°N,0.755934°O   |      |
| la Serratilla                  | 326 m.   | Bugarra       |                       | 39° 35′ 40″ N, 0° 45′ 21″ O / 39.594466°N,0.755934°O   |      |
| Cerro Partido                  | 277 m.   | Pedralba      |                       | 39° 36′ 54″ N, 0° 42′ 47″ O / 39.6149332°N,0.7130425°O |      |